# Rollkommando Hamann
Rollkommando Hamann (em lituano:  Skrajojantis būrys) foi uma pequena unidade móvel militar que cometeu assassinatos em massa de judeus da Lituânia entre julho e outubro de 1941.  A unidade também foi responsável por um grande número de assassinatos na Letônia entre julho e agosto do mesmo ano.